# Messier 71
Messier 71 (também conhecido como NGC 6838 ou M71) é um aglomerado globular localizado na constelação de Sagitta a 13 000 anos-luz da Terra. Foi descoberto por Philippe Loys de Chéseaux em 1746. Possui um raio de 13,5 anos-luz e uma dimensão aparente de 7,2 minutos de arco.

## Descoberta e visualização

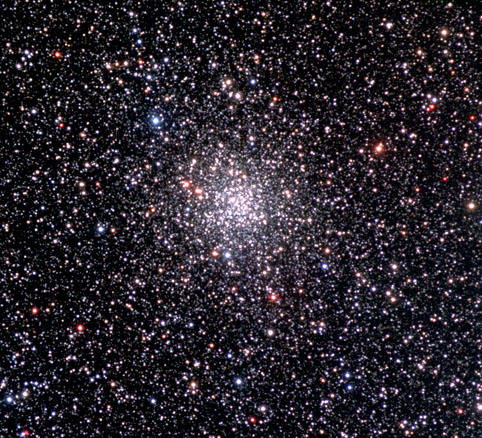
Till Credner e Sven Kohle, Observatório de Calar Alto

O aglomerado globular foi rimeiramente visto por Jean-Philippe de Chéseaux, que o catalogou como o décimo terceiro objeto de sua lista. Foi mais tarde redescoberto por Johann Gottfried Köhler entre 1772 e 1779 e por Pierre Méchain em 28 de junho de 1780. Charles Messier catalogou o objeto em 4 de outubro daquele ano com base na descrição de Méchain, e o próprio Messier descreveu-o como "uma nebulosa sem estrelas".
Pode ser visto mesmo em bons binóculos, embora suas estrelas mais brilhantes possam ser resolvidas a partir de telescópios amadores médios ou mais potentes.

## Características
Por um bom tempo, a classificação de M71 como um aglomerado aberto denso, como Messier 11, ou um aglomerado globular pouco denso era indefinida. Harlow Shapley e Robert Julius Trumpler, alguns dos primeiros a investigar as propriedades físicas do aglomerado, classificaram-no como aberto. James Cuffey investigou o diagrama de magnitude de cor do objeto, concluindo que o diagrama era mais semelhante a de um aglomerado aberto. Outro critério de classificação, a velocidade do radial do sistema, também não estava definido: seus valores da taxa de afastamento em relação à Terra variavam entre -80 a +80 km/s (atualmente aceita-se que M71 está se aproximando radialmente da Terra a uma velocidade de 23 km/s).
Seu índice de metalicidade seria um dos mais altos entre os aglomerados globulares, perdendo apenas para Messier 69. A alta metalicidade pode estar conectada à ausência de estrelas variáveis RR Lyrae, tendo apenas 8 pertencentes às outras classes de variáveis, sendo uma delas a estrela Z Sagittae, que é uma de apenas seis estrelas gigantes da classe espectral M do aglomerado.
Atualmente, há um consenso em torno de sua classificação como aglomerado globular. Situa-se a uma distância de 13 000 anos-luz do Sistema Solar e possui um núcleo mais denso, facilmente visível em astrofotografias ou em telescópios amadores, com diâmetro aparente na esfera celeste de 5 a 6 minutos de grau. Seu diâmetro aparente total é pouco maior, com 7 minutois de grau, correspondendo a um diâmetro real de apenas 27 anos-luz, muio menor comparado a outros aglomerados globulares.

## Galeria

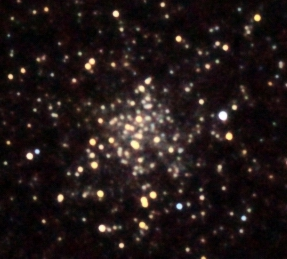
Messier 71, José Carlos Castro
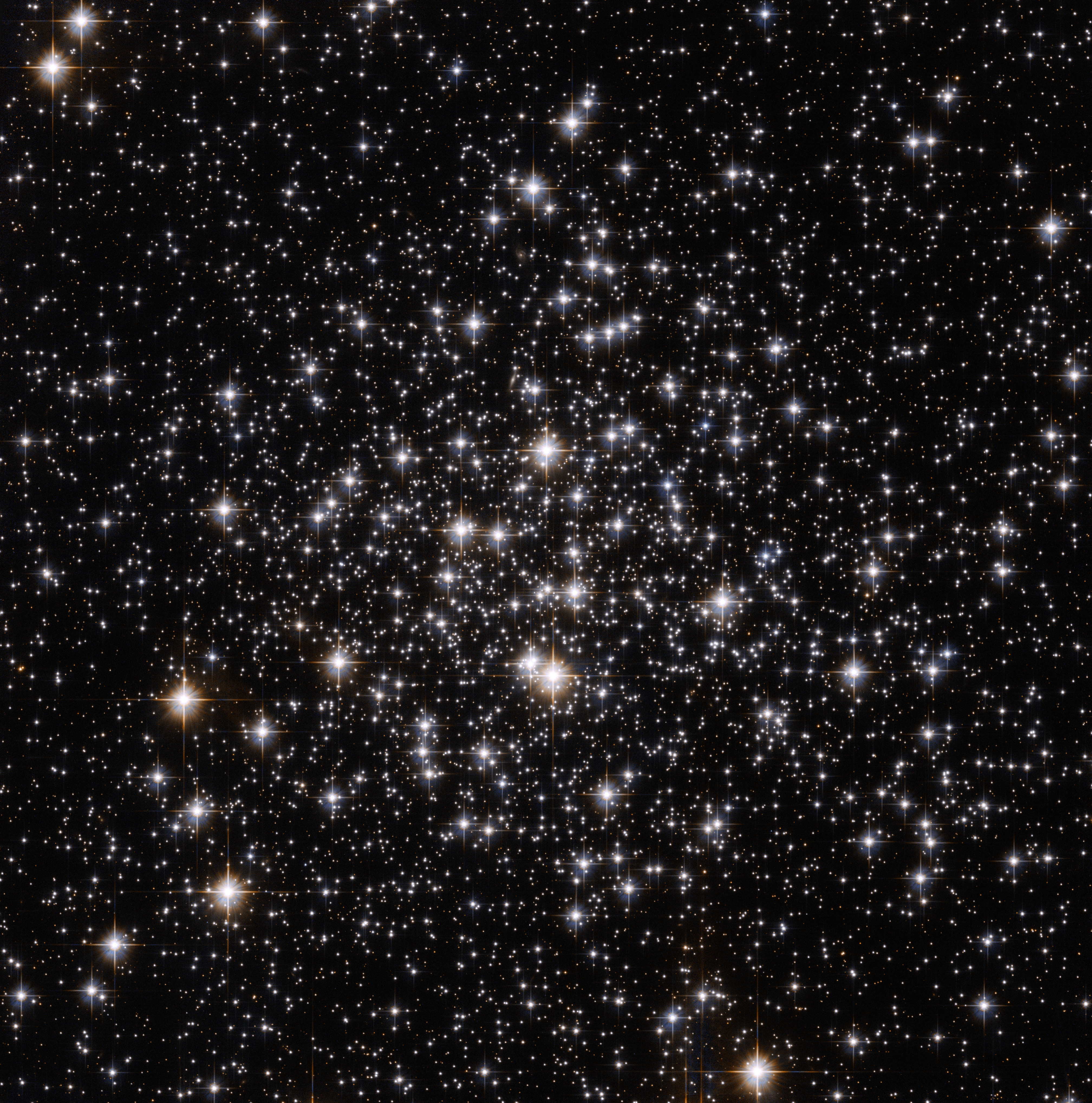
Messier 71, Telescópio Espacial Hubble
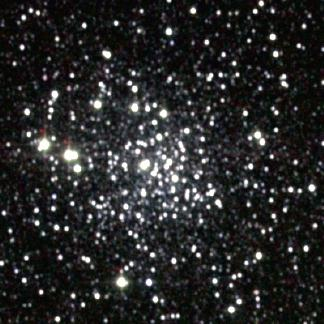
Messier 71, projeto 2MASS